# Cepaea sylvatica
Espèce
Statut de conservation UICN

 LC  : Préoccupation mineure
Cepaea sylvatica, l'escargot des forêts, est une espèce de mollusques gastéropodes de la famille des hélicidés.

## Description
La coquille de cette espèce mesure 12 à 16 mm de hauteur et 18 à 25 mm (rarement jusqu'à 28) de diamètre. Elle est globuleuse, légèrement déprimée et constituée de 5 à 6 tours convexes.

## Habitat
Cet escargot vit dans les milieux humides et les forêts montagnardes entre 500 et 2 400 m d'altitude.

## Répartition
On peut rencontrer l'escargot des forêts dans les Alpes et le Jura en France et en Suisse. Il est également présent dans la haute vallée du Rhin jusqu'à Karlsruhe et Worms. Il a été introduit dans les jardins de Landsberg (vallée de Lech).

## Sources
- Kerney M.P. & Cameron R.A.D. (1979) A Field Guide to the Land Snails of Britain and North-west Europe. Collins, London, 288 p.